# Hypericum eastwoodianum
Hypericum eastwoodianum är en johannesörtsväxtart som beskrevs av Ivan Murray Johnston. Hypericum eastwoodianum ingår i släktet johannesörter, och familjen johannesörtsväxter. Inga underarter finns listade i Catalogue of Life.